# Saint-Désir
Saint-Désir és un municipi francès situat al departament de Calvados i a la regió de Normandia. L'any 2007 tenia 1.699 habitants.

## Demografia

### Població
El 2007 la població de fet de Saint-Désir era de 1.699 persones. Hi havia 650 famílies de les quals 130 eren unipersonals (57 homes vivint sols i 73 dones vivint soles), 260 parelles sense fills, 207 parelles amb fills i 53 famílies monoparentals amb fills.
La població ha evolucionat segons el següent gràfic:
Habitants censats

### Habitatges
El 2007 hi havia 706 habitatges, 655 eren l'habitatge principal de la família, 14 eren segones residències i 37 estaven desocupats. 675 eren cases i 31 eren apartaments. Dels 655 habitatges principals, 508 estaven ocupats pels seus propietaris, 136 estaven llogats i ocupats pels llogaters i 11 estaven cedits a títol gratuït; 2 tenien una cambra, 27 en tenien dues, 76 en tenien tres, 153 en tenien quatre i 396 en tenien cinc o més. 550 habitatges disposaven pel capbaix d'una plaça de pàrquing. A 306 habitatges hi havia un automòbil i a 298 n'hi havia dos o més.

### Piràmide de població
La piràmide de població per edats i sexe el 2009 era:
| Homes | Edats   | Dones |
| ----- | ------- | ----- |
| 0     | 95 o +  | 0     |
| 4     | 90 a 94 | 8     |
| 4     | 85 a 89 | 20    |
| 8     | 80 a 84 | 8     |
| 24    | 75 a 79 | 36    |
| 28    | 70 a 74 | 40    |
| 52    | 65 a 69 | 44    |
| 52    | 60 a 64 | 36    |
| 52    | 55 a 59 | 72    |
| 68    | 50 a 54 | 36    |
| 52    | 45 a 49 | 76    |
| 68    | 40 a 44 | 76    |
| 60    | 35 a 39 | 76    |
| 32    | 30 a 34 | 52    |
| 36    | 25 a 29 | 24    |
| 32    | 20 a 24 | 24    |
| 64    | 15 a 19 | 84    |
| 76    | 10 a 14 | 88    |
| 52    | 5 a 9   | 68    |
| 36    | 0 a 4   | 40    |

## Economia
El 2007 la població en edat de treballar era de 1.020 persones, 688 eren actives i 332 eren inactives. De les 688 persones actives 636 estaven ocupades (342 homes i 294 dones) i 51 estaven aturades (23 homes i 28 dones). De les 332 persones inactives 128 estaven jubilades, 112 estaven estudiant i 92 estaven classificades com a «altres inactius».

### Ingressos
El 2009 a Saint-Désir hi havia 667 unitats fiscals que integraven 1.699,5 persones, la mediana anual d'ingressos fiscals per persona era de 19.069 €.

### Activitats econòmiques
Dels 68 establiments que hi havia el 2007, 2 eren d'empreses extractives, 2 d'empreses alimentàries, 1 d'una empresa de fabricació de material elèctric, 5 d'empreses de fabricació d'altres productes industrials, 12 d'empreses de construcció, 13 d'empreses de comerç i reparació d'automòbils, 4 d'empreses de transport, 4 d'empreses d'hostatgeria i restauració, 2 d'empreses d'informació i comunicació, 4 d'empreses financeres, 10 d'empreses de serveis, 5 d'entitats de l'administració pública i 4 d'empreses classificades com a «altres activitats de serveis».
Dels 19 establiments de servei als particulars que hi havia el 2009, 1 era una funerària, 4 tallers de reparació d'automòbils i de material agrícola, 1 paleta, 2 guixaires pintors, 3 fusteries, 3 lampisteries, 1 electricista, 1 empresa de construcció, 1 veterinari, 1 restaurant i 1 tintoreria.
L'any 2000 a Saint-Désir hi havia 33 explotacions agrícoles que ocupaven un total de 1.200 hectàrees.

## Equipaments sanitaris i escolars
El 2009 hi havia una escola elemental.

## Poblacions més properes
El següent diagrama mostra les poblacions més properes.